# Wysoka Głogowska
Wysoka Głogowska est une localité polonaise de la gmina de Głogów Małopolski, située dans le powiat de Rzeszów en voïvodie des Basses-Carpates.

## Notes et références

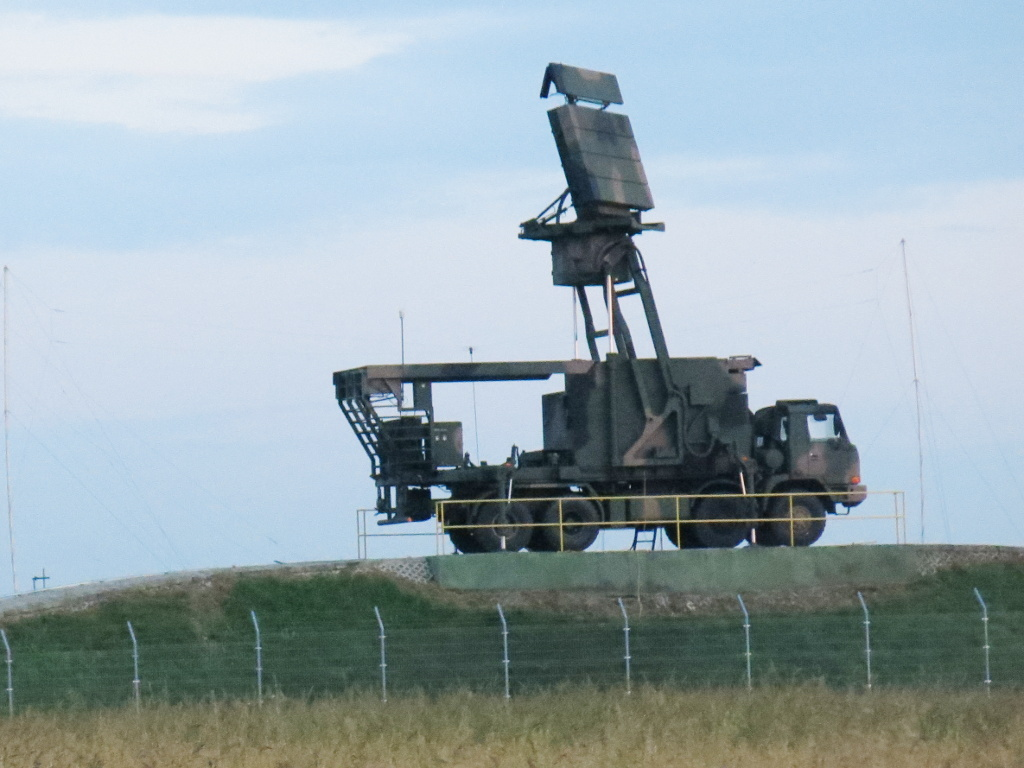
Radar mobile des forces armées polonaises, en service à la 133e compagnie radiotechnique à Wysoka Glogowska.